# Копа Ріо
Copa Rio Internacional (офіційно відомий як Міжнародний турнір клубів чемпіонів) був міжконтинентальним футбольним турніром, який проходив у 1951 та 1952 роках. Бразильський клуб Палмейрас став переможцем турніру у 1951 році, тоді як Флуміненсе виграв його у 1952. Чемпіонат був організований Бразильською спортивною конфедерацією (порт. Confederação Brasileira de Desportos або CBD), а також отримав неофіційний дозвіл ФІФА (Міжнародної федерації футбольних асоціацій). Турнір мав різні назви в різних країнах світу, зокрема «Турнір чемпіонів», «Світовий турнір чемпіонів», «Кубок чемпіонів» і «Чемпіонат світу з футболу». Бразильська преса висвітлювала змагання як справжній клубний чемпіонат світу, особливо в 1951 році.

## Історія

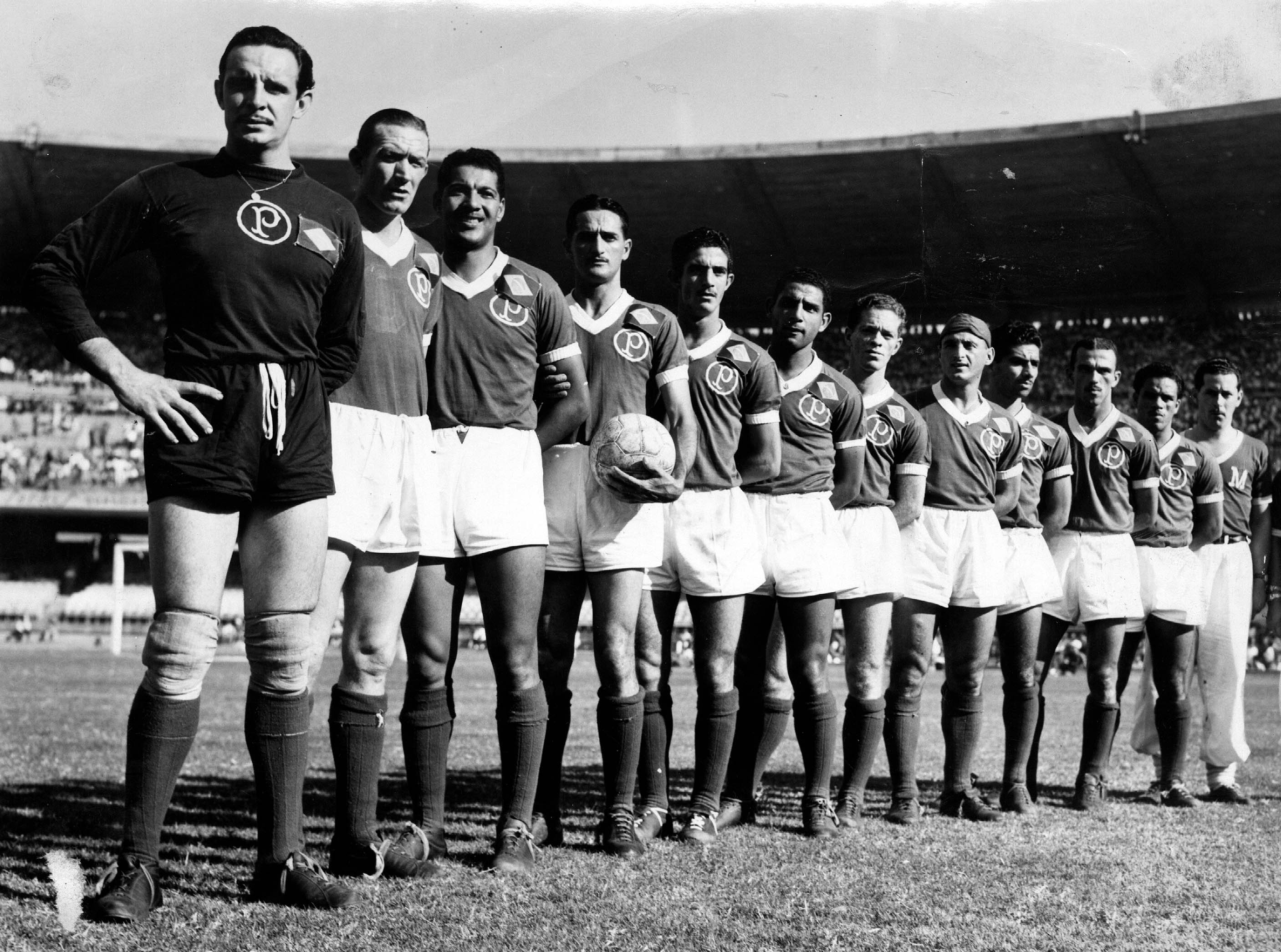

Турнір має історичне значення, оскільки це була перша спроба організувати чемпіонат світу між клубами. Бразильська преса того часу називала його «Турніром чемпіонів світу» — це прізвисько пізніше було дано Міжконтинентальному кубку. Копа Ріо мав формат, подібний до того, який зараз прийнятий для Клубного чемпіонату світу з футболу, що викликало багато дискусій серед уболівальників щодо визнання турніру чемпіонатом світу. У 2007 році ФІФА вважала Копа Ріо 1951 року першим клубним чемпіонатом світу, але анулювала це рішення в грудні того ж року. Багато років потому, у серпні 2014 року, Йозеф Блаттер (президент ФІФА) оголосив, що змагання 1951 року, виграні Палмейрасом, будуть визнані Клубним чемпіонатом світу.
Щоправда, цього разу Копа Ріо не вважатиметься еквівалентом нинішнього чемпіонату світу, але підтвердить його важливість. У квітні 2019 року Інфантіно думав інакше, ніж Блаттер, і не хотів визнавати титул чемпіонатом світу. Досягнення Флуміненсе в 1952 році не отримало такого ж визнання, як перший турнір, маючи менше значення, ніж турнір попереднього року. Рада директорів Clube Tricolor в Ріо-де-Жанейро також просила вищу футбольну установу визнати титул, але марно.
Вирішальним фактором для невизнання титулу є той факт, що ФІФА схвалила та санкціонувала лише перший випуск у 1951 році. У тій самій заяві, у якій Блаттер сказав, що тоді визнає Палмейрас чемпіоном світу, колишній президент організації додано, хоча це може включати Кубок Ріо 1952. Але на сьогодні триколірна команда не отримала такого ж рівня відгуку, як Альвіверде Сан-Паулу.

## Визнання

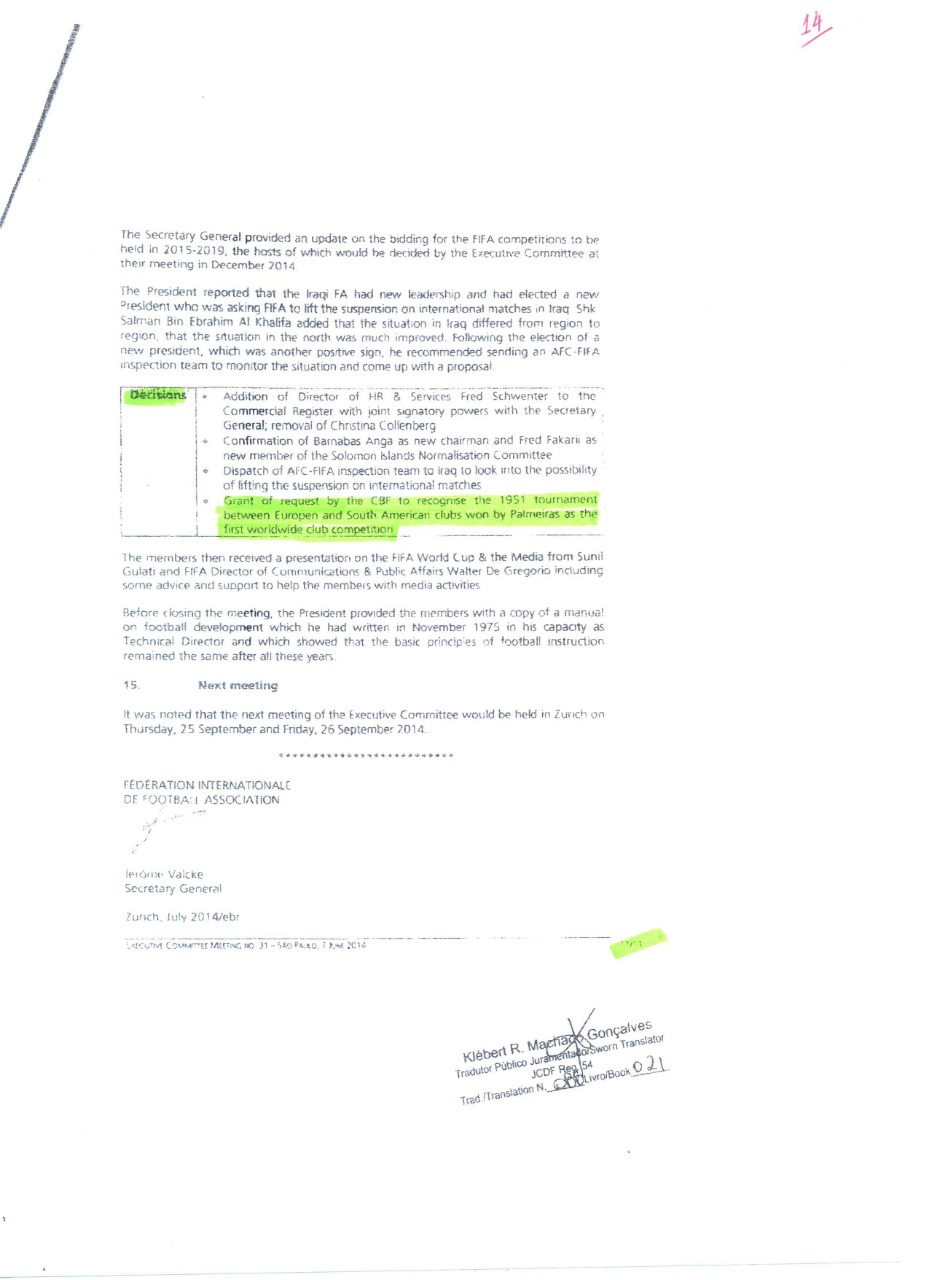

У 2007 році ФІФА визнала Копа Ріо 1951 року першим клубним чемпіонатом світу, але в грудні того ж року скасувала це рішення. Багато років потому, у серпні 2014 року, Йозеф Блаттер (президент ФІФА) оголосив, що змагання 1951 року, виграні Палмейрасом, будуть визнані Клубним чемпіонатом світу. Щоправда, цього разу Копа Ріо не вважатиметься еквівалентом нинішнього чемпіонату світу, але підтвердить його важливість. У квітні 2019 року Інфантіно думав інакше, ніж Блаттер, і вагався визнати титул чемпіонатом світу. На початку 2021 року ФІФА знову вшанувала титул 1951 року як «Чемпіонат світу за часом» на офіційному веб-сайті Клубного чемпіонату світу 2020 і в своїх каналах у соціальних мережах. Майже через рік, коли Альвіверде повернувся для участі в Клубному чемпіонаті світу, організація знову назвала команду Сан-Паулу чемпіоном світу в групі: «Палмейрас і Корінтіанс були чемпіонами світу один раз. Можливість подолати своїх найбільших суперників дала Чи дає це додаткову мотивацію?" Досягнення Флуміненсе в 1952 році не отримало такого визнання, як перший турнір, отримавши менше уваги, ніж турнір попереднього року. Рада директорів триколірних Ріо-де-Жанейро звернулася до вищої футбольної інстанції з проханням визнати титул, але безуспішно. Вирішальним фактором для невизнання титулу є той факт, що ФІФА схвалила та затвердила лише перше видання, у 1951 році. У тій самій заяві, у якій Блаттер сказав, що тоді він визнає Палмейрас чемпіоном світу, колишній президент додано, хоча це може включати Кубок Ріо 1952. Але досі триколірна команда не отримала відповіді на тому ж рівні, що й Alviverde São Paulo.

## Фінали
| Рік  | Чемпіони   | Рахунок  | Фіналісти  | Стадіон                  |
| ---- | ---------- | -------- | ---------- | ------------------------ |
| 1951 | Палмейрас  | 1:0, 2:2 | Ювентус    | Маракана, Ріо-де-Жанейро |
| 1952 | Флуміненсе | 2:0, 2:2 | Корінтіанс | Маракана, Ріо-де-Жанейро |